# 梁里
梁里（1983年—），前任香港西貢區議會健明選區議員，香港泛民主派成員，前新民主同盟成員。前民主黨成員，持有嶺南大學社會科學學士學位。
2007年區議會選舉中首次當選為健明區議員。2011年區議會選舉以3096票成功連任，較第二名得票最高的公民力量李鎮浩高出2600多票。2015年區議會選舉更以3719票第三度當選，較他的對手民建聯周家樂高出逾3000票。

## 生平
2010年7月31日，梁里偕同友人於上午11時35分前往澳門，被當局指「身分證出現問題」，拒絕讓他入境。
2010年12月19日，梁里與其他共30名的黨員退出民主黨，其中有7人是香港民主黨的區議員。他們指出，民主黨之前就政改方案與中央妥協，違背了落實2012年雙普選的競選承諾，令選民被出賣及遺棄。他們又認為，香港民主黨領導層對他們的意見，置若罔聞，因此選擇退黨。2010年10月2日，梁里與范國威等人，成立了新民主同盟，被視為進步民主派。
2021年4月，梁里退出新民主同盟。5月，他辭任區議員。

## 區議會地區工作
1. 翻新健明邨內設施
2. 重推「出售公屋」，檢討租金機制
3. 爭取引入更多九巴服務調景嶺及加密巴士班次
4. 爭取調景嶺設立地區診所，將軍澳醫院增設婦產科
5. 爭取設立將軍澳獨立警區
6. 調景嶺興建市政街市，增設銀行服務

## 區議會選舉結果
2011年
| 選區 | 編號 | 政黨     | 候選人       | 票數（百分比） |
| ---- | ---- | -------- | ------------ | -------------- |
| 健明 | 1    | 公民力量 | 李鎮浩       | 0,482          |
| 健明 | 2    | 獨立     | 黃炳雄       | 0,136          |
| 健明 | 3    | 新同盟   | 梁里（當選） | 3,096          |
| 健明 | 4    | 獨立     | 黃恩琪       | 0,125          |

2015年
| 選區 | 編號 | 政黨   | 候選人       | 票數（百分比） |
| ---- | ---- | ------ | ------------ | -------------- |
| 健明 | 1    | 民建聯 | 周家樂       | 0,710          |
| 健明 | 2    | 新同盟 | 梁里（當選） | 3,719          |

## 外部連結
- 梁里議員網上辦公室